# José Luis Martínez Ocaña
José Luis Martínez Ocaña (San Gregorio, 10 de septiembre de 1968) es un deportista español que compitió en halterofilia.
Ganó una medalla de bronce en el Campeonato Europeo de Halterofilia de 1989, en la categoría de 52 kg. Participó en dos Juegos Olímpicos de Verano, ocupando el 12.º lugar en Seúl 1988 (categoría de 52 kg) y el 15.º en Barcelona 1992 (56 kg).

## Palmarés internacional
| Campeonato Europeo | Campeonato Europeo | Campeonato Europeo | Campeonato Europeo |
| Año                | Lugar              | Medalla            | Categoría          |
| ------------------ | ------------------ | ------------------ | ------------------ |
| 1989               | Atenas (Grecia)    | Medalla de bronce  | 52 kg              |